# Выговская, Гульнара Гайнуловна
Гульнара Гайнуловна Выговская (род. 6 сентября 1980, Тольятти, Куйбышевская область) — российская легкоатлетка, специалистка по бегу на длинные дистанции и марафону. Выступала за сборную России по лёгкой атлетике во второй половине 2000-х — первой половине 2010-х годов, многократная победительница и призёрка национальных чемпионатов, участница чемпионата мира в Осаке и чемпионата Европы в Цюрихе. Представляла Самарскую область. Мастер спорта России международного класса.

## Биография
Гульнара Выговская родилась 6 сентября 1980 года в городе Тольятти Самарской области.
Занималась бегом в Спортивной школе олимпийского резерва № 6 в Самаре, проходила подготовку под руководством тренеров Владимира Петровича Тимофеева и Светланы Рамилевны Тимофеевой.
Впервые заявила о себе в лёгкой атлетике в 2005 году, выиграв серебряную медаль на чемпионате России по марафону в Москве. Также в этом сезоне выиграла международный марафон в Тароко.
В 2006 году стала седьмой на Цюрихском марафоне и пятой на Франкфуртском марафоне. Стала серебряной призёркой на чемпионате России по полумарафону в Саранске и, попав в основной состав российской национальной сборной, выступила на чемпионате мира по полумарафону в Дебрецене, где стала двенадцатой в личном зачёте и вместе со своими соотечественницами показала пятый результат в командном зачёте.
На Парижском марафоне 2007 года пришла к финишу второй, установив при этом свой личный рекорд в данной дисциплине — 2:28:22. Позже добавила в послужной список серебряную награду, полученную в дисциплине 6 км на весеннем чемпионате России по кроссу. Принимала участие в чемпионате мира в Осаке — в программе марафона с результатом 2:33:57 финишировала двенадцатой.
В 2008 году была девятой на Парижском марафоне и пятой на Берлинском марафоне.
В 2009 году заняла 24-е место на Осакском марафоне. Финишировала второй на Сибирском международном марафоне, выиграла Минский марафон. В этом сезоне стала чемпионской Белоруссии в беге на 10 000 метров, тогда как на дистанции 5000 метров получила серебро.
В 2010 году показала третий результат на Сибирском международном марафоне и вновь выиграла Минский марафон.
На чемпионате России по горному бегу 2013 года в Красной Поляне стала серебряной призёркой.
В 2014 году выиграла Марафон памяти Бориса Гришаева в Волгограде, став тем самым чемпионкой России в данной дисциплине, заняла 23-е место в марафоне на чемпионате Европы в Цюрихе, а также стала бронзовой призёркой командного первенства в рамках разыгрывавшегося здесь Кубка Европы.
В 2015 году выиграла бронзовую медаль на чемпионате России по марафону в Казани, в то время как на чемпионате России по полумарафону в Новосибирске финишировала второй (впоследствии в связи с дисквалификацией Марии Коноваловой переместилась в итоговом протоколе на первую позицию). Среди прочих результатов этого сезона — 11-е место в беге на 10 000 метров на Мемориале братьев Знаменских в Жуковском, шестое место на Дублинском марафоне.
В 2016 году одержала победу на чемпионате России по полумарафону в Ярославле и стала бронзовой призёркой на чемпионате России по бегу на 15 км по шоссе в Омске. Финишировала шестой на Марафоне памяти Бориса Гришаева в Волгограде.
На чемпионате России по марафону 2017 года в Волгограде стала пятой.
В 2018 году выиграла бронзовую медаль на чемпионате России по бегу на 15 км по шоссе в Саранске.